# Armand Assante
Armand Assante, född 4 oktober 1949 i New York i New York, är en amerikansk skådespelare med irländsk/italiensk bakgrund som spelat en rad olika roller med ett flertal etniska bakgrunder.
Han fick sin teaterutbildning på American Academy of Dramatic Arts och gjorde filmdebut som bröllopsgäst i Adjö till gänget 1974 samt Broadwaypremiär 1975.
Han har även varit med i TV-serierna Cityakuten och NCIS.

## Filmografi (urval)
- 1974 – Adjö till gänget – bröllopsgäst
- 1979 – Inkräktarna – John Hawks
- 1980 – I de lugnaste vatten – Gary
- 1980 – Tjejen som gjorde lumpen – Henri Alan Tremont
- 1982 – Jag är lagen – Mike Hammer
- 1984 – Mannen som visste för lite – Maxmillian Stein
- 1986 – Smutsiga pengar – Charles Macaluso
- 1986 – Främling i mitt liv – Hal Slater
- 1987 – En främlings händer – Joe Hearn
- 1987 – Napoleon och Joséphine – Napoleon Bonaparte
- 1988 – Jack the Ripper
- 1988 – Syndaren – Juan Mateo
- 1990 – Dödligt protokoll – Roberto "Bobby Tex" Texador
- 1991 – Blondinen som alltid sa ja – Bugsy Siegel
- 1991 – Brännhet – Ray
- 1992 – 1492 – den stora upptäckten – Sanchez
- 1992 – Mambo Kings – Cesar Castillo
- 1992 – Hoffa – Carol D'Allesandro
- 1994 – Under kniven – Rusty Pirone
- 1995 – Judge Dredd – Rico
- 1996 – Striptease – Al Garcia
- 1996 – Gotti – John Gotti
- 1997 – Odysséen (TV-serie) – Odysseus
- 2006 – Funny Money
- 2007 – American Gangster – Dominic Cattano
- 2009 – Kartellen – fader Antonio
- 2010 – Chuck (TV-serie) – Premier Allejandro Goya
- 2014 – See you in Montevideo – Hotchkins

## Utmärkelser
- 1997 – Emmy Award, bästa manliga huvudroll i mini-/specialserie för Gotti
- 2007 – Westchester Film Festival, Lifetime Achievement Award